# Іванківці (Деражнянська міська громада)

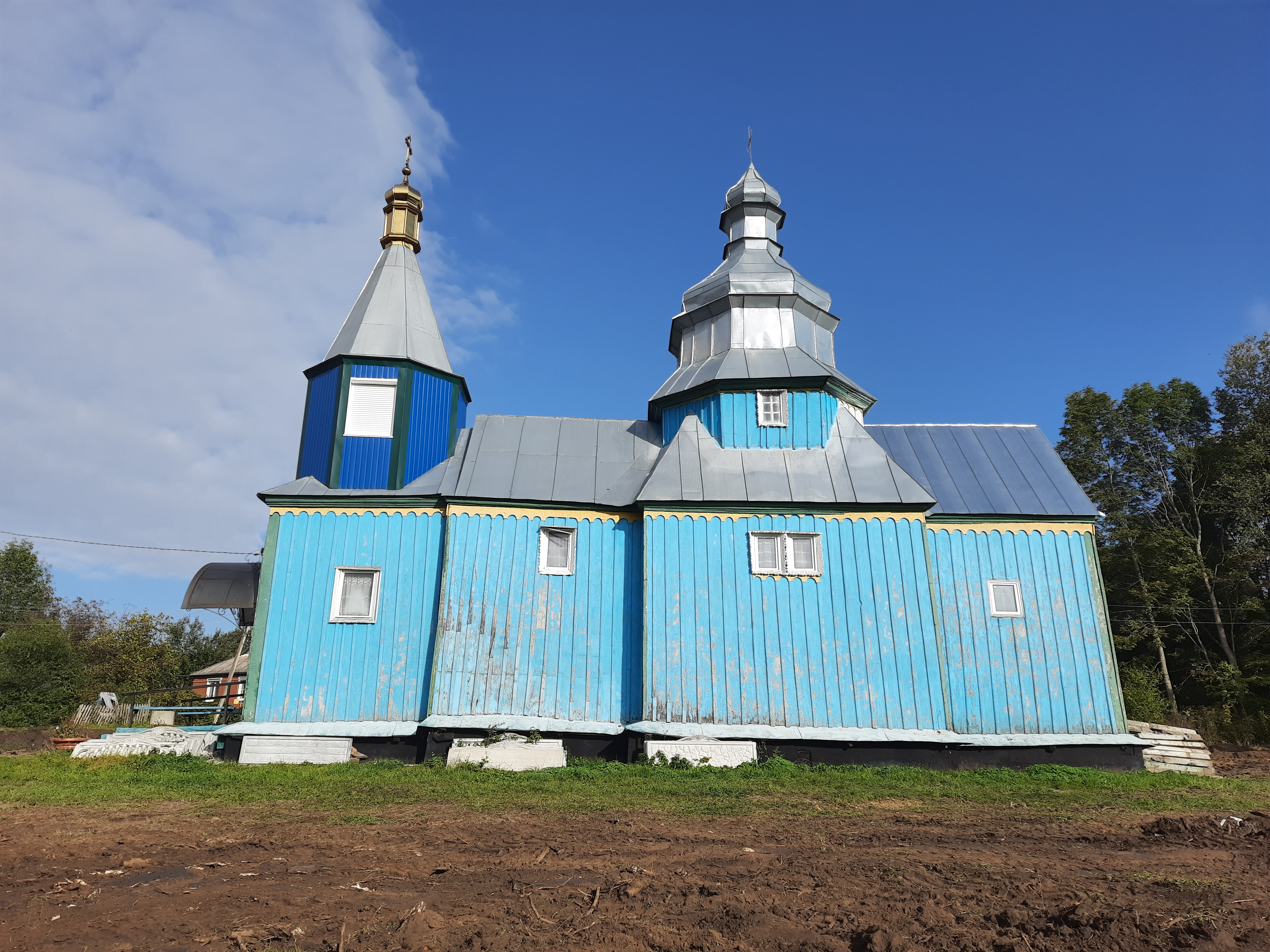
Церква Святого Михаїла

Іва́нківці (колишні назви — Янчичі, Радянське) — село в Україні, у Деражнянській міській громаді Хмельницького району Хмельницької області.

## Історія
7 (20) листопада 1917 року, відповідно до Третього Універсалу Української Центральної Ради, увійшло до складу Української Народної Республіки.
29 жовтня 1921 року під час Листопадового рейду у Янчичах зупинилася на ночівлю головна частина Подільської повстанської групи (командувач Михайло Палій-Сидорянський) Армії Української Народної Республіки. Тут до неї приєднався кінний загін Антончика (19 козаків), отамана у званні сотника. На його основі і на основі чоти кінної розвідки (командир Павло Сумароків) було утворено кінну сотню Подільської групи, яку очолив сотник Антончик.
12 червня 2020 року, відповідно до розпорядження Кабінету Міністрів України № 727-р «Про визначення адміністративних центрів та затвердження територій територіальних громад Хмельницької області», увійшло до складу Деражнянської міської громади.
19 липня 2020 року, в результаті адміністративно-територіальної реформи та ліквідації Деражнянського району, село увійшло до складу Хмельницького району.

## Населення
Населення становить 389 осіб.

## Герб
Затверджений 12 серпня 2013 року рішенням № 4 сесії сільської ради. Автор — І. Д. Янушкевич.
У лазуровому щиті золота церква з такими ж православними хрестами, срібним дахом, куполом, дзвіницею і входом (папертю) з правої сторони. Ліворуч від купола золоте сяюче шістнадцятипроменеве сонце. У зеленій базі з-під протилежних сторін щита виникають три золотих пшеничних колоска, один над одним, перший і третій у праву, середній у ліву сторону. Щит облямований золотим декоративним картушем і увінчаний золотою сільською короною.